# Soroca
Soroca (ukránul Сороки, lengyelül Soroki) város Moldovában a Dnyeszter partján, a Sorocai járás központja. Becsült lakossága 2012-ben 37 500 volt.  

## Története
Soroca a moldovai-ukrán határként funkcionáló Dnyeszter jobb partján fekszik, vele szemben az ukrán oldalon Cekinivka település található. A várost genovai kereskedők alapították Olchionia vagy Alchona néven a Dnyeszter egyik gázlójánál a 12-13. században. A 15. század végén III. István moldvai fejedelem nagyszabású várépítésbe fogott, két erődöt építtetett a Duna, négyet, a Dnyeszter mentén, hármat pedig fejedelemsége északi határán. A program részeként 1499-ben Sorocában is gerendaerődítmény épült. 1543-1546 között IV. Péter kör alaprajzú, ötbástyás kővárrá építtette át az erődöt. 
A 17. században a Szent Liga háborújában Sobieski János csapatai sikeresen védték az erődöt a törökökkel szemben. Fontos szerepet játszott 1711-ben is, I. Péter orosz cár pruti hadjáratában. A cár Sorocánál kelt át a Dnyeszteren és a várat tartalékai központjaként használta. Az 1735-39-es orosz-török háborúban az oroszok elfoglalták és kifosztották a várat. A jó állapotban megmaradt vár ma Soroca legfontosabb jelképe és idegenforgalmi célpontja. 
Az 1812-es bukaresti béke értelmében Soroca Besszarábiával együtt az Orosz Birodalomhoz került. 1833-ban járási központ lett. 1860-ban a városban 5 250-en, 1897-ben 15 351-en éltek, több mint felük (8745) zsidó volt, 3206 moldován, 2235 pedig orosz.
A második világháborúban a németek 1941. július 15-én szállták meg Sorocát. A szovjet II. Ukrán Front 1944. március 17-én foglalta vissza a várost. 
1975-re a város lakossága 29 500-ra nőtt. A Moldáv SZSZK járási központjában gépgyártó, fémfeldolgozó, építőanyag-gyártó, vaj-, konzerv-, bor- és sörkészítő üzemek, varroda, stb működött. Moldova 1991-es függetlenné válásakor a lakosság elérte a 42 700 főt
Sorocát Moldova cigány fővárosaként is emlegetik. A helyi cigányok már a szovjet időkben is jómódúaknak számítottak a moldován lakosokhoz képest és ma a városba vezető déli út mentén ott sorakoznak jellegzetes, kastély- és palotaszerű épületeik.

## Lakosság
A 2004-es népszámlálás adatai alapján Soroca lakossága 28 362 fő volt. 
| Etnikum        | Létszám    | Arány (%)    |
| -------------- | ---------- | ------------ |
| moldován román | 21,643 273 | 76,31% 0,96% |
| ukrán          | 2,435      | 8,58%        |
| orosz          | 2,190      | 7,72%        |
| cigány         | 1,525      | 5,37%        |
| zsidó          | 64         | 0,22%        |
| bolgár         | 30         | 0,11%        |
| egyéb          | 202        |              |
| Összesen       | 28,362     | 100%         |

## A város szülöttei
- Kira Muratova (sz. 1934—2018) ukrán filmrendező
- Robert Steinberg (1922—2014) kanadai matematikus

## Testvérvárosok
- Flămânzi, Románia

## Galéria
Vár és városképek:

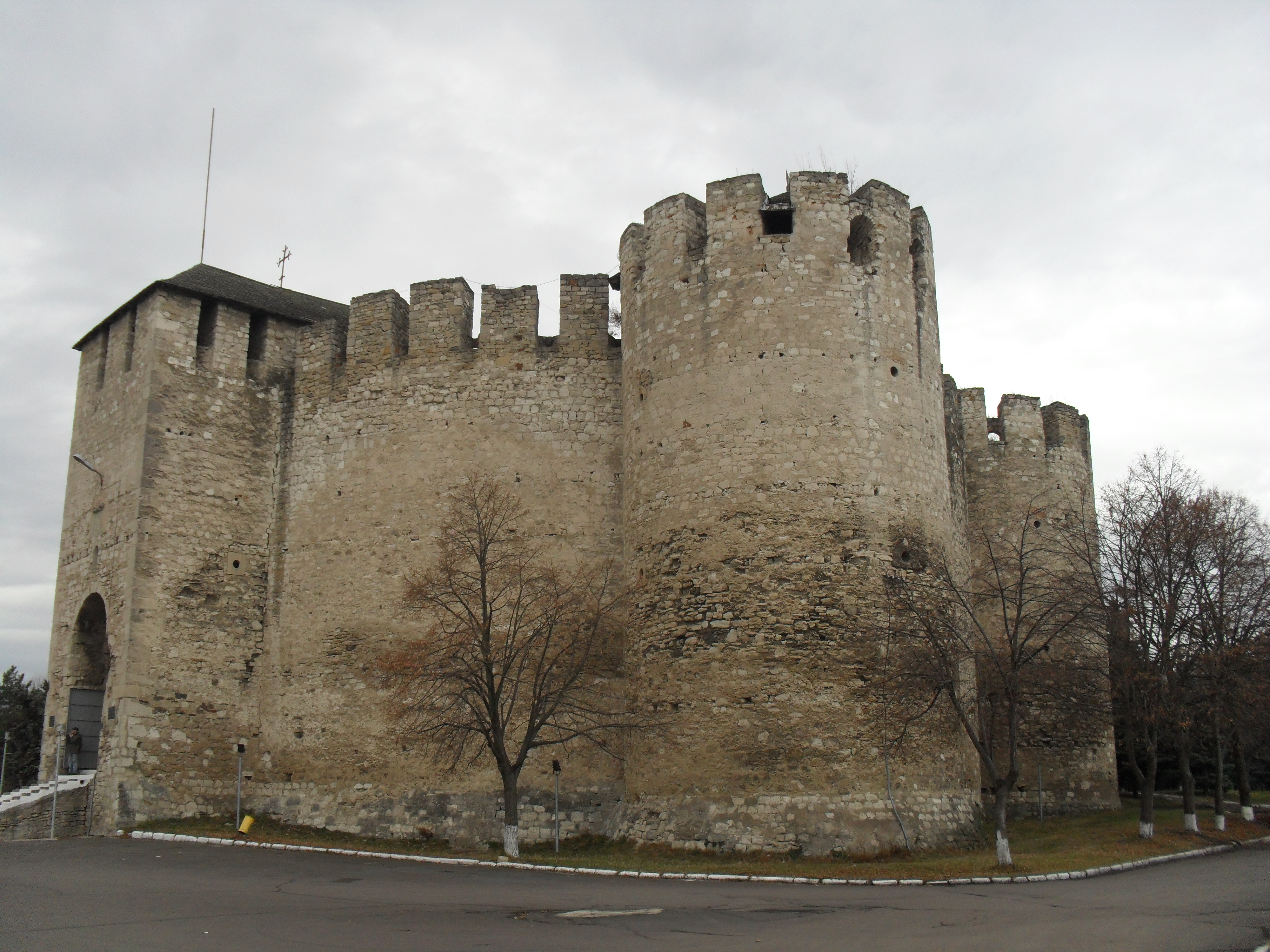
A sorocai vár felújítás előtt
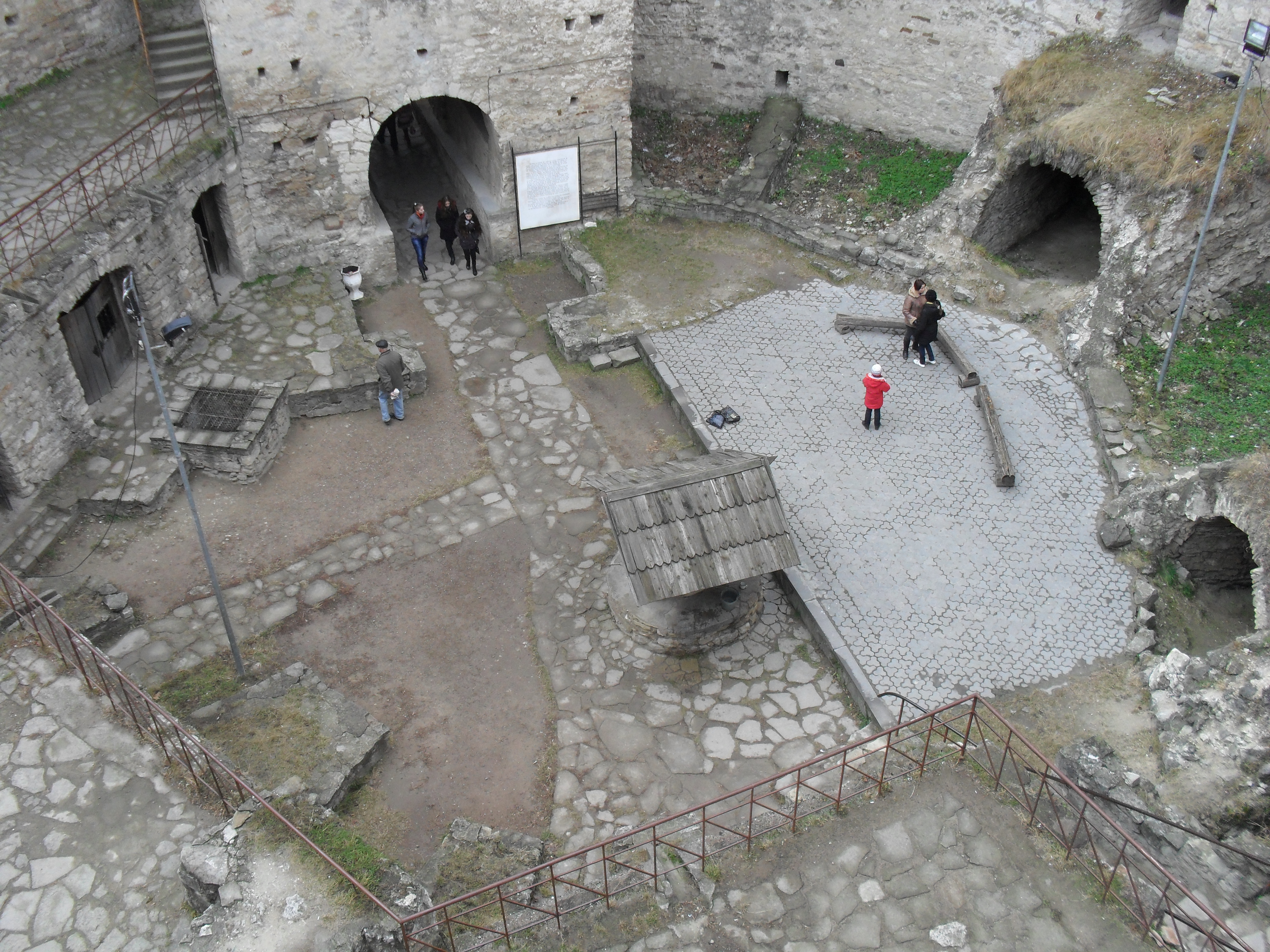
Várudvar
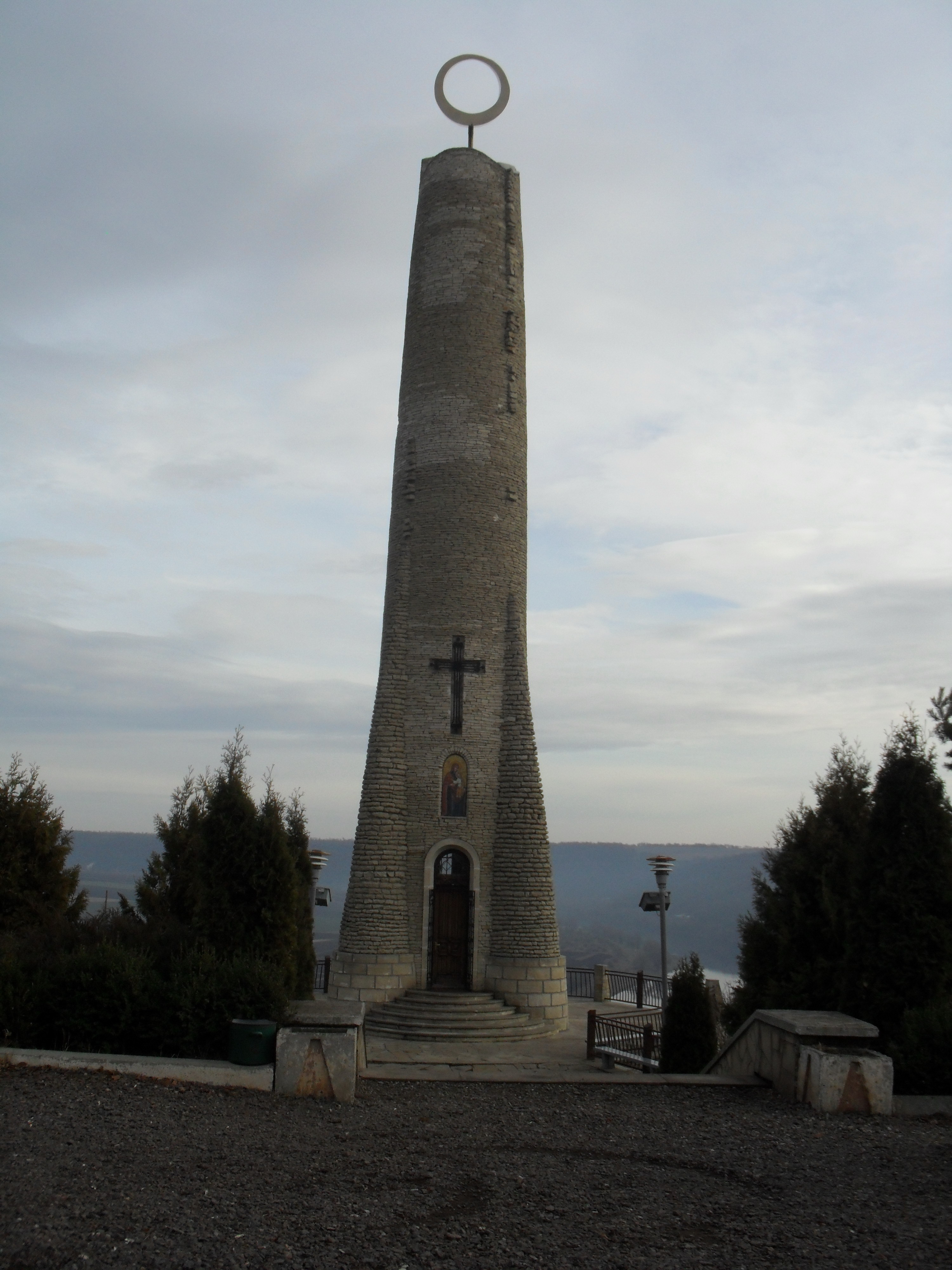
A „hálaadó gyertya”
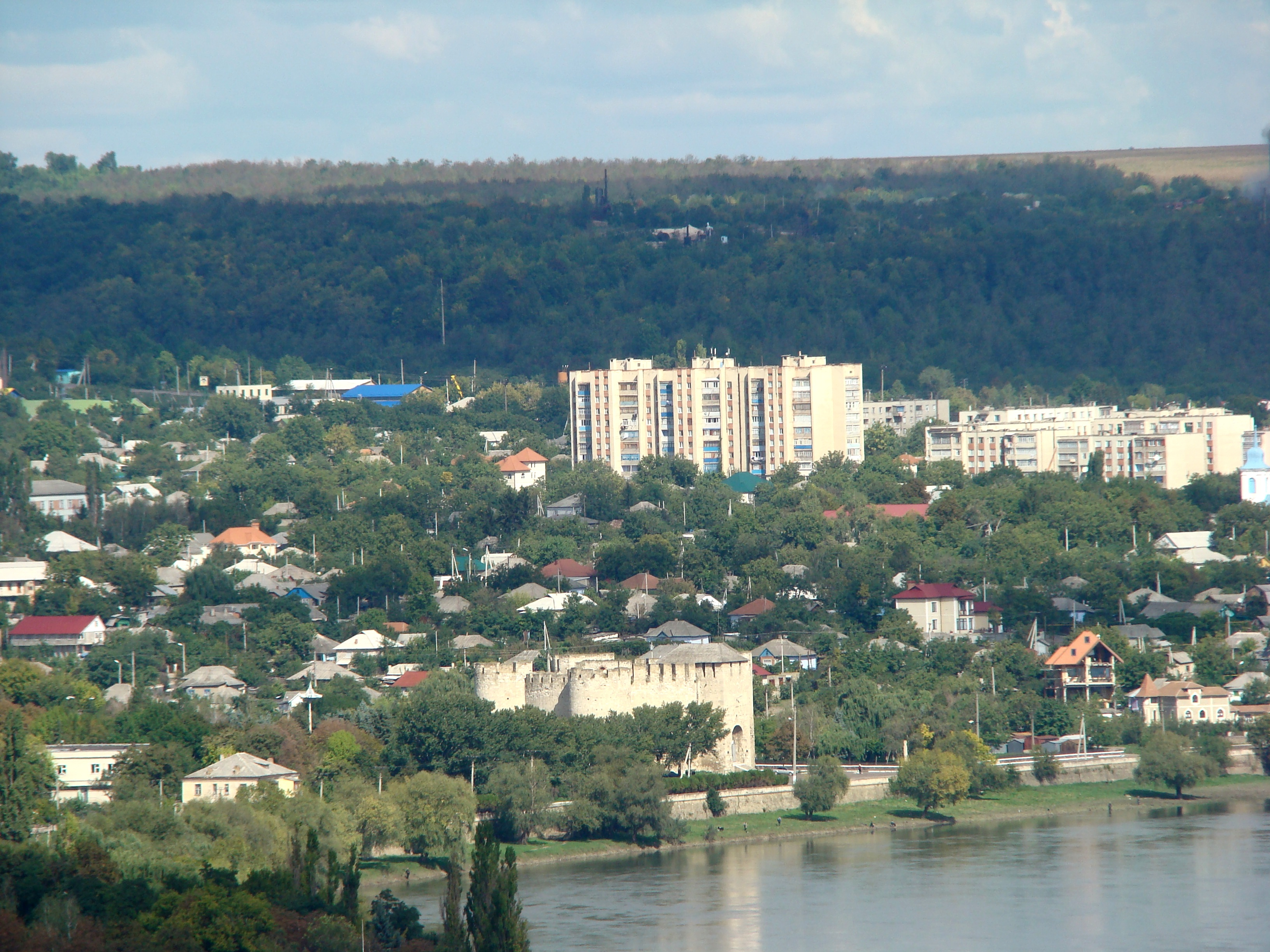
Városkép
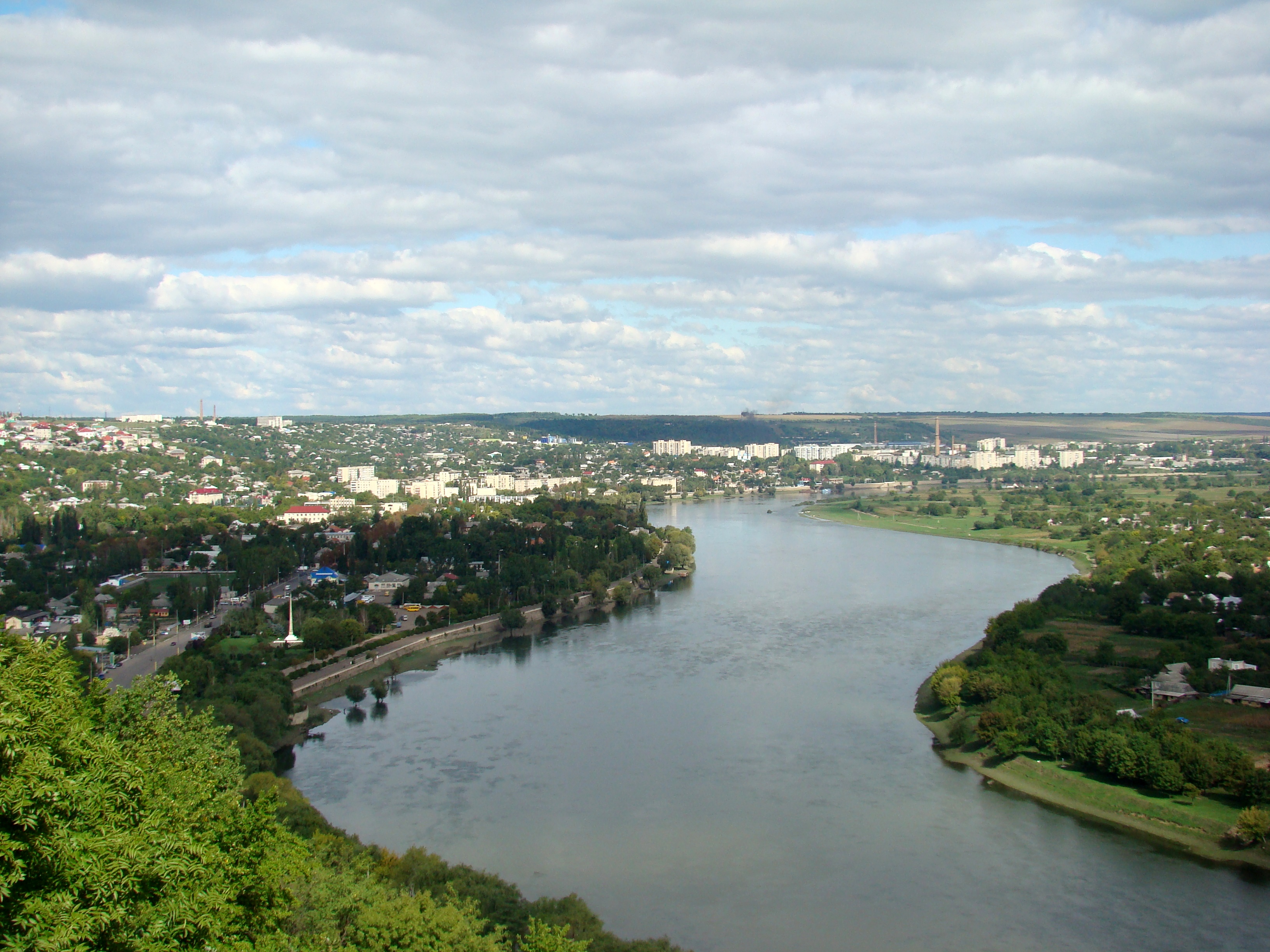
Soroca madártávlatból

Soroca a cigánypalotákról is jellegzetes. A helyiek cigányfővárosnak is hívják: 

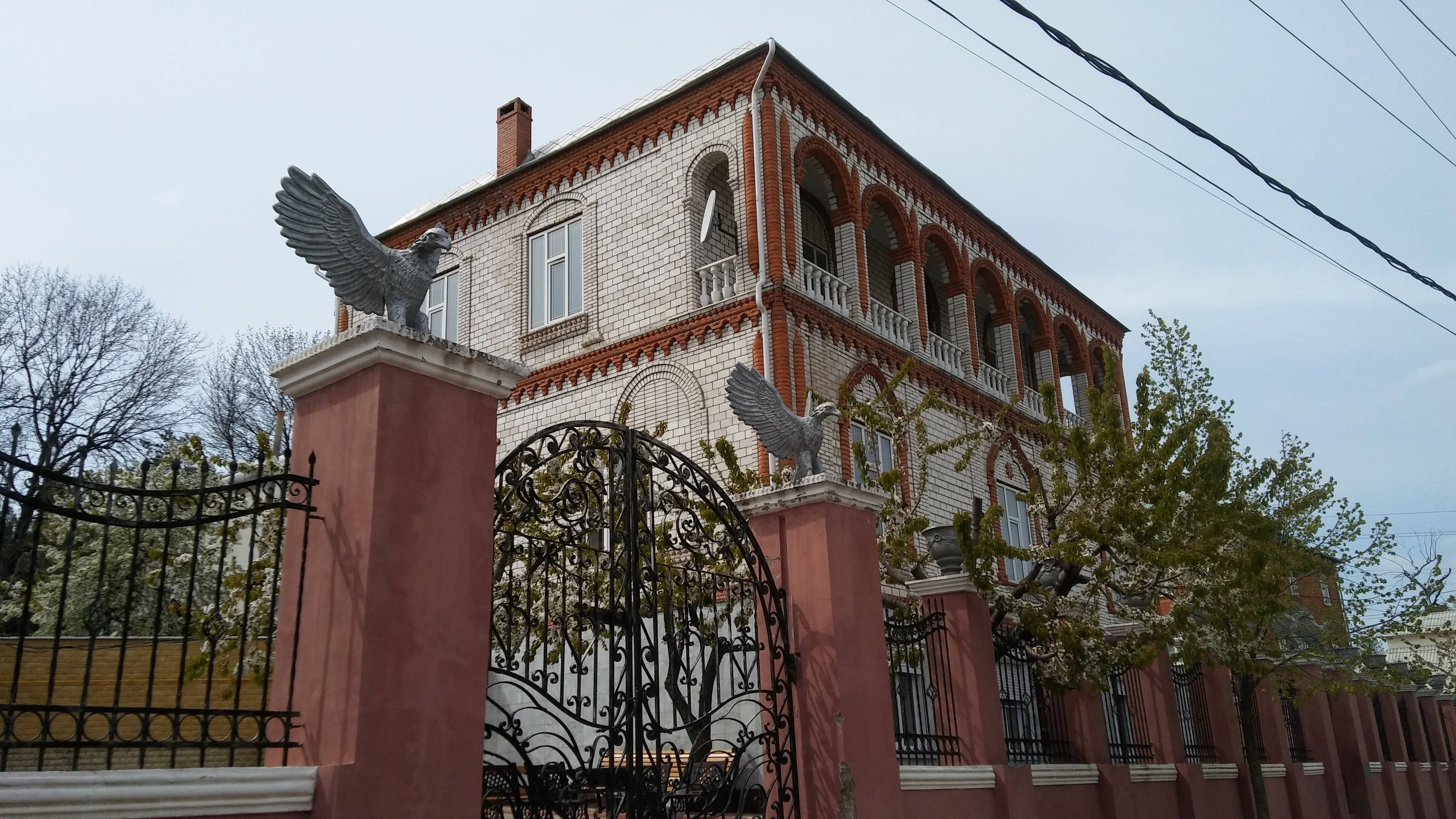
Cigánypalota
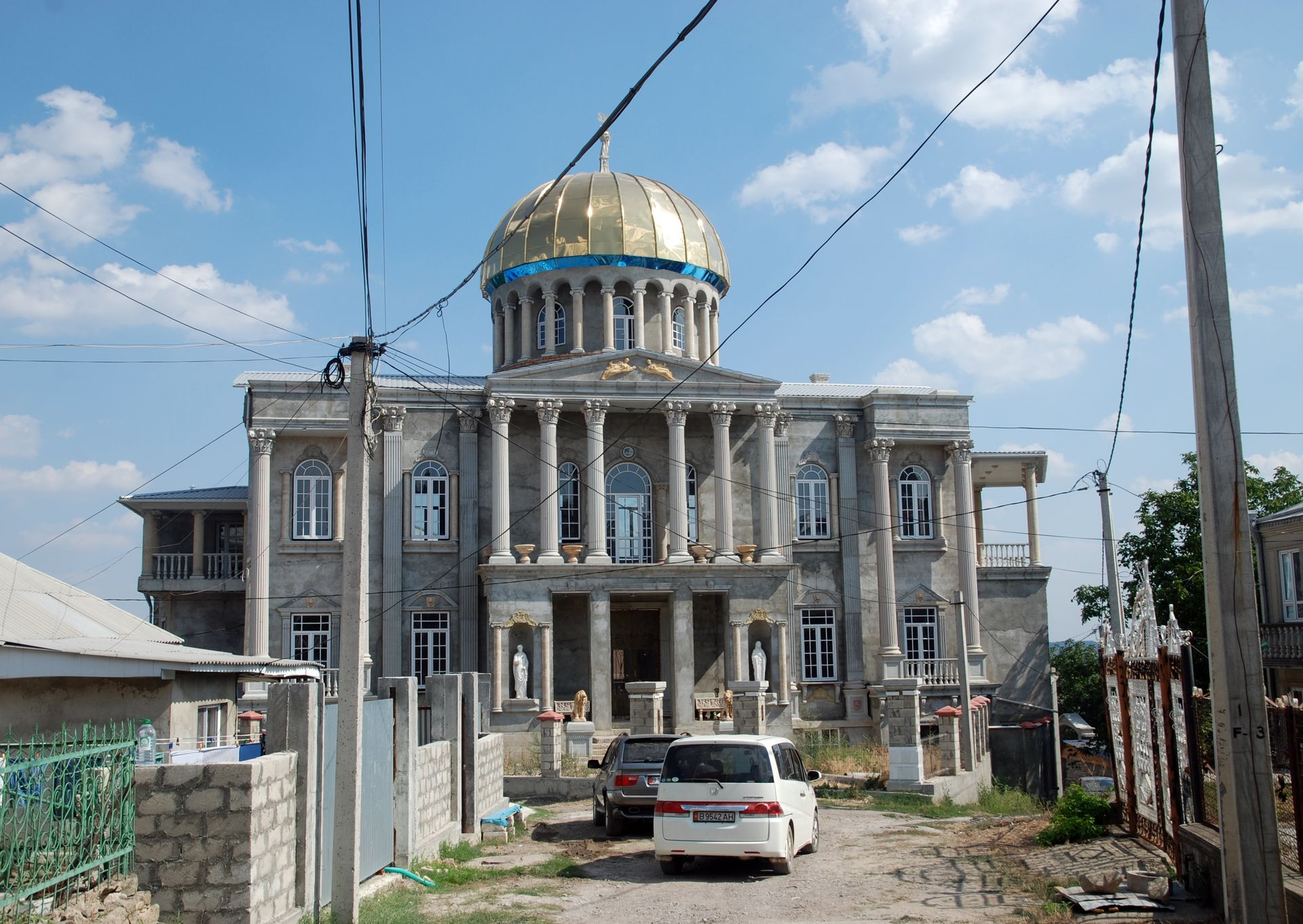
Cigánypalota
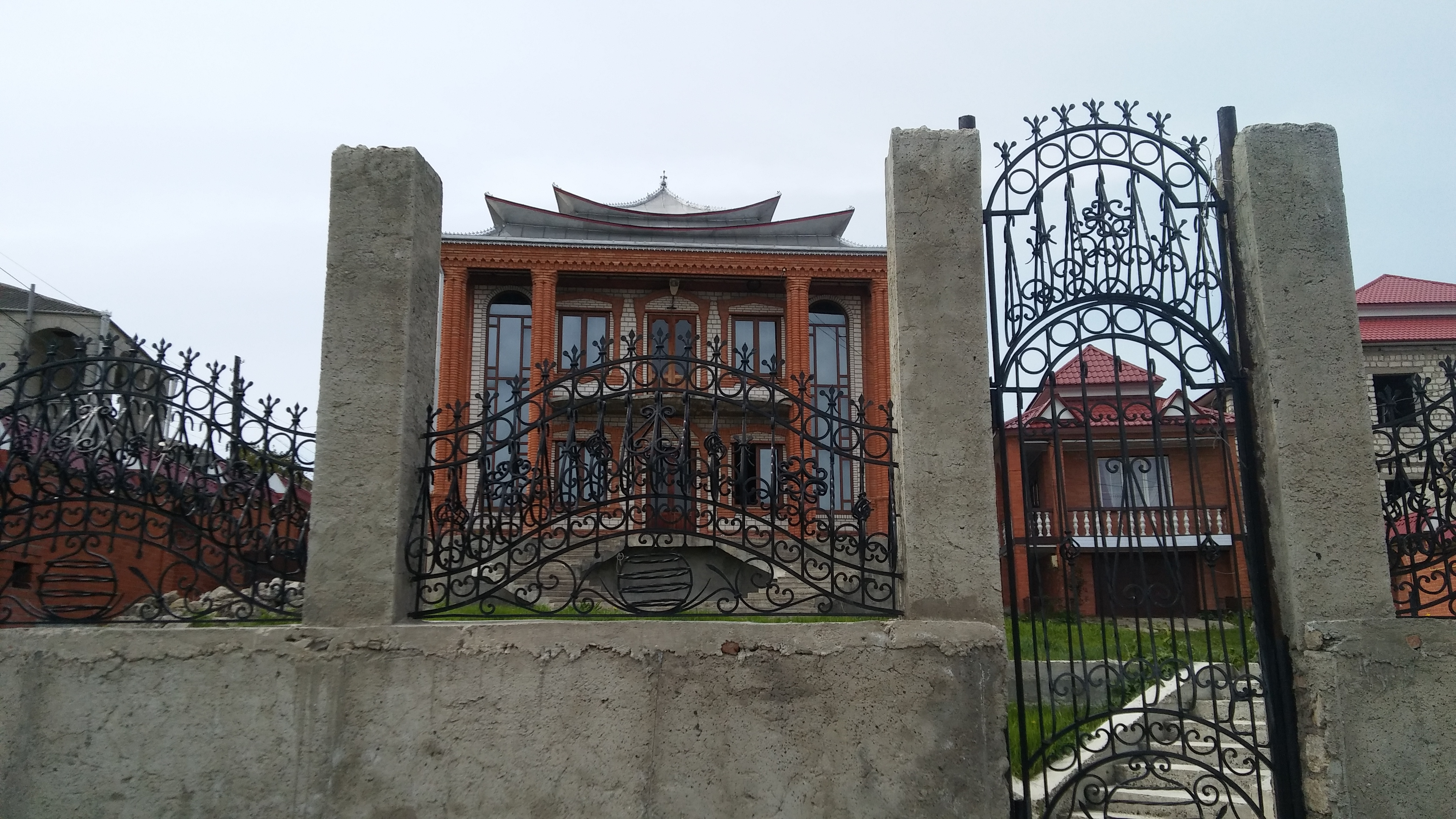
Cigánypalota

## Fordítás
- Ez a szócikk részben vagy egészben  a(z)   Сороки (город) című orosz Wikipédia-szócikk ezen változatának fordításán alapul.  Az eredeti cikk szerkesztőit annak laptörténete sorolja fel. Ez a jelzés csupán a megfogalmazás eredetét és a szerzői jogokat jelzi, nem szolgál a cikkben szereplő információk forrásmegjelöléseként.